# Ferrari Daytona
O Daytona é um Grand tourer produzido pela Ferrari entre 1968 e 1973. Foi apresentado no Paris Motor Show de 1968 e utilizava um motor Ferrari Colombo.
O nome não oficial de Daytona teria sido aplicado pela mídia em vez da Ferrari e comemora o resultado de 1-2-3 da Ferrari nas 24 Horas de Daytona de fevereiro de 1967. Até hoje, a própria Ferrari raramente se refere ao 365 como o "Daytona" e se refere a ele como um nome "não oficial".

## Especificações
O motor do Daytona era um tradicional Motor dianteiro, tração traseira. O motor, conhecido como  Tipo 251 e desenvolvido a partir do anterior Colombo V12, era um  DOHC 2 válvulas por cilindro  4.390 cc, podendo atingir 280 km/h e ir de 0 a 97 km/h em apenas 5,4 segundos. Para a versão americana, foram feitas pequenas modificações - a taxa de compressão foi reduzida para 8,8:1 e o  sistema de escape foi equipado com um grande silenciador central, necessitando de alterações visíveis nos tubos primários.
A transmissão manual de cinco marchas (do conceito Transeixo) foi montada na traseira para uma ótima distribuição de peso nas quatro rodas, e uma suspensão independente em destaque triângulos  e molas helicoidais.

## Estilo
O designer Leonardo Fioravanti, da Pininfarina, que já havia trabalhado no estilo do Ferrari Dino, foi o responsável pelo 365 GTB/4. Ele refletia um movimento dos designs arredondados tradicionais da Ferrari para um visual mais contemporâneo e de ponta. 
Os primeiros Daytonas apresentavam faróis fixos atrás de uma tampa de vidro acrílico. Um novo regulamento de segurança dos EUA proibindo faróis atrás de tampas resultou em faróis duplos retráteis em 1971.